# Conte Candoli
Conte Candoli, vero nome Secondo Candoli (Mishawaka, 12 luglio 1927 – Palm Desert, 14 dicembre 2001), è stato un trombettista jazz statunitense di origine italiana.

## Biografia
Secondo Candoli in arte Conte Candoli, nasce da una famiglia italiana arrivata in America nel 1921 e proveniente dalla Regione Emilia-Romagna, Bagnarola frazione di Cesenatico Provincia di Forlì-Cesena il 12 luglio 1927 nella città di Mishawaka USA, secondo figlio (il primo, Pete, Candoli nato nel 1923 morì nel 2008); tutti e due musicisti professionisti, suonavano la tromba.
Conte Candoli musicista di spessore con una buona sonorità che imprimiveva sul suo strumento difficile da suonare, quando si trasferì giovane a Los Angeles, non sfigurò davanti agli artisti americani. 
Il musicista arrivò in California proprio al momento giusto, Los Angeles era già culturalmente avanti, vi erano già altre espressioni culturali come la pittura, le mostre nelle gallerie dei più importanti artisti americani e mondiali, tra questi il giovane Andy Warhol, il pittore nato a Pittsburgh nel 1928 e poi la letteratura di Ferlinghetti e Kerouac,  due scrittori importanti che diedero via alla Beat Generation, e poi il cinema e le sue stelle, che diedero risalto maggiore alla città di Los Angeles. 
Il momento era proprio quello giusto, la definitiva consacrazione del genere Cool Jazz avvenne nel 1949 ad opera di un musicista nero, Miles Davis, che, dopo essersi formato nel quintetto di Charlie Parker, inizia a sperimentare nuove sonorità, ispirato dalla frequentazione del suo amico Gil Evans, compositore e arrangiatore canadese. Dalle conversazioni tra Evans e il gruppo di musicisti che frequentava la sua casa nacque l'idea di una formazione originale. Davis e Evans idearono infatti la formazione di un nonetto - poi noto come Tuba Band - dalla strumentazione insolita, comprendente un corno francese e una Tuba che rispecchiava lo stile di una Big Band del passato, ma con questi due strumenti insoliti in più.
Conte Candoli debuttò professionalmente a sedici anni, nell'orchestra di Woody Herman ("Woody Herman's Thundering Herd").
Dopo il servizio militare, militò nelle formazioni di Stan Kenton (nel 1948), Charlie Ventura (1949), nuovamente con Stan Kenton (dal 1951 al 1954) per poi formare una propria band con cui incise alcuni album a suo nome.
Trasferitosi a Los Angeles, divise il suo lavoro fra l'attività di musicista di studio alle esibizioni con la "Howard Rumsey's Lighthouse All-Stars". Durante questo periodo 
Candoli fu presente in numerose incisioni per altre stelle del jazz come Stan Getz, Bill Perkins, Bill Holman, Stan Levey, Dexter Gordon, Wardell Gray, Frank Morgan e numerosi altri.
Nel 1960 si unì alla band di Gerry Mulligan (del gruppo fecero parte anche Bob Brookmeyer e Bill Holman) per una tournée in Europa. Durante questo periodo lavorò anche con la formazione guidata dal batterista Shelly Manne, che vedeva anche la presenza del sassofonista Richie Kamuca e di suo fratello Pete Candoli.
Durante la metà degli anni sessanta fece parte della band di Terry Gibbs ("Terry Gibbs Dream Band"), in seguito lavorò nell'orchestra "Tonight Show Band" (nello spettacolo televisivo di Johnny Carson) e con Doc Severinsen fino al suo ritiro per problemi di salute.
Muore a Palm Desert, il 14 dicembre 2001.

## Discografia
- "Best from the West, Volume 1 & 2" (1954, Blue Note Records: con Herb Geller)
- "Sincerely, Conti" (1954, Bethlehem Records)
- "Westcoasting With Conte Candoli Stan Levey" (1954, Bethlehem Records)
- "Modern Sound From The West" (1954-56, Lone Hill Records)
- "Groovin' High : Conte Candoli, Vol. 2" (1955, Bethlehem Records)
- "The Five" (1955, RCA Records)
- "West Coast Wailers" (1955, Atlantic Records)
- "Powerhouse Trumpet" (1955, Bethlehem Records)
- "Rhythm Plus One" (1956, Epic Records)
- "Conte Candoli Quartet" (1957, Mode Records)
- "Double or Nothin'" (1957, Fresh Sound Records: con Lee Morgan)
- "Jazz Structures" (1957-'60, Lone Hill Records)
- "Mucho Color" (1957, VSOP Records: con Art Pepper)
- "The Brothers Candoli : Sextet Two for the Money" (1959, Mercury Records: con Pete Candoli)
- "Little Band, Big Jazz" (1960, Crown Records)
- "Conversation" (1974, RCA Records: con Frank Rosolino)
- "Just Friends" (1975, MPS Records: con Frank Rosolino)
- "Conversation" (1976, MPS Records: con Frank Rosolino)
- "Candoli Brothers : Echo" (1982, Atlas Records: con Pete Candoli)
- "Old Acquaintance" (1985, Pausa Records: con Phil Woods)
- "Sweet Simon" (1992, Best Recordings Records)
- "The Complete Phoenix Recordings, Vol. 1 to 6" (1993, Woofy Records: con Carl Fontana)
- "Meets the Joe Haider Trio" (1994, JHM Records)
- "Portrait of a Count" (1996, Fresh Sound Records)
- "Live at Capozzoli's" (1999, Woofy Records con: Med Flory)
- "Conte-nuity" (1999, Fresh Sound Records)
- "Two Brothers" (1999, Hindsight Records: con Pete Candoli)
- "Candoli Live at Birdland Neuburg Vol. 2" (2000, Nagel Heyer Records)